# Herman Luitink
Herman Luitink (Paramaribo, 18 juli 1895 – 1980?) was een in Surinaams actief landbouwkundige en politicus.
Hij werd geboren als zoon van Evert Barend Johannes Luitink (1867-1918) en Boukje Maria Elisabeth Schuil (1872-1895). Zijn ouders waren geboren in Nederland en kwamen in 1893 naar Suriname. Zijn vader was onderwijzer in Nederland, bleef ook in Suriname werkzaam in het onderwijs en werd in 1911 de directeur van de Hendrikschool. Zijn moeder overleed enkele weken na zijn geboorte.
Zelf was hij langdurig betrokken bij de suikerrietplantage Mariënburg. Hij begon als assistent-planter, was in 1940 hoofdopzichter en eindigde als chef aanplant en tevens waarnemend agent van de Nederlandsche Handel-Maatschappij (NHM).
Na het vertrek van het Statenlid N.C. van Gheel Gildemeester werd Luitink in 1940 door de gouverneur benoemd tot lid van de Staten van Suriname. Na herbenoemingen in 1942 en 1946 zou hij tot 1949 Statenlid blijven. Vanaf dat jaar kon de gouverneur geen Statenleden meer benoemen en werden ze allemaal gekozen.
Hij was tot zijn pensionering in 1961 nog plaatsvervangend lid van de Surinaamse Rekenkamer.